# Yves Nicolin

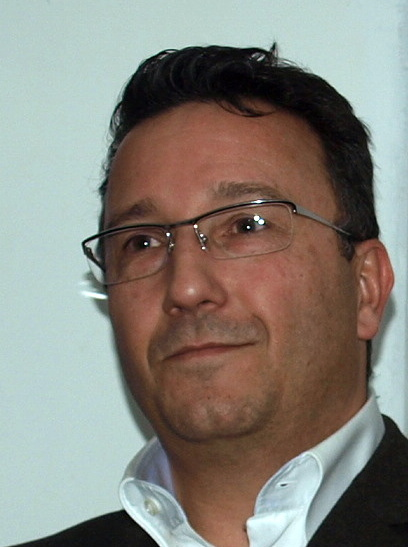
Yves Nicolin (2012)

Yves Nicolin (* 5. März 1963 in Le Coteau, Département Loire) ist ein französischer Politiker. Er ist seit 1993 Abgeordneter der Nationalversammlung.
Nicolin schloss sein Jurastudium mit einem DEA in Europarecht ab. Während seines Studiums trat er 1986 der Parti républicain bei. Später gehörte er den daraus hervorgehenden Parteien Démocratie libérale und UMP an. 1989 gelang ihm der Einzug in den Gemeinderat von Riorges bei Roanne. Darüber hinaus konnte er 1992 in den Generalrat des Départements Loire einziehen. Ein Jahr später kandidierte er bei den Parlamentswahlen im fünften Wahlkreis des Départements und wurde mit 30 Jahren in die Nationalversammlung gewählt. 1995 zog er in den Stadtrat von Roanne ein und wurde 2001 zum Bürgermeister der Stadt gewählt. Als Abgeordneter wurde er 1997, 2002, 2007 und 2012 wiedergewählt.